# Elke Brüser

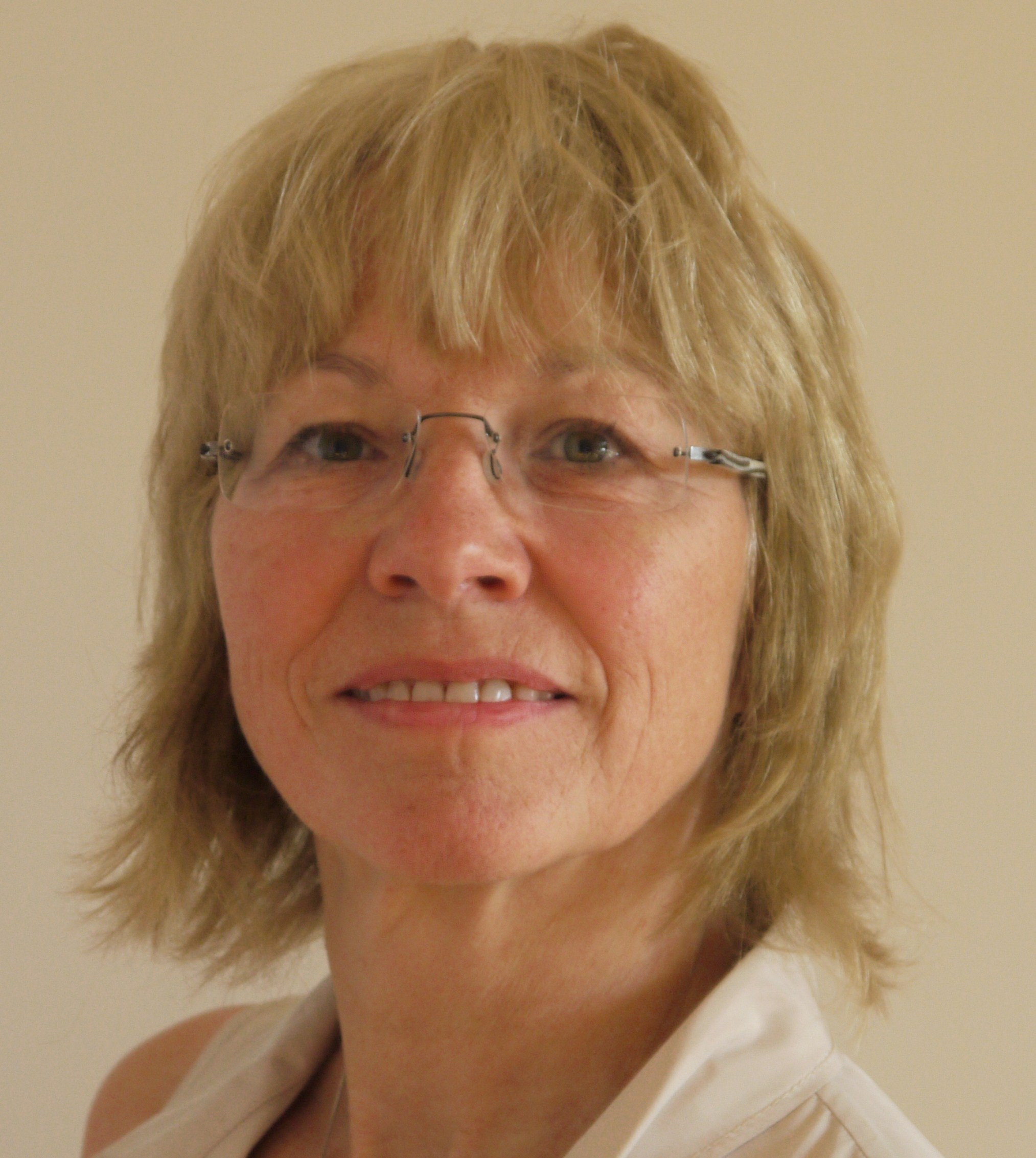
Elke Brüser (2011)

Elke Brüser (geboren 3. Februar 1952 in Bremerhaven) ist eine promovierte Biologin, Mitbegründerin der pharmakritischen Zeitschrift Gute Pillen – Schlechte Pillen und arbeitet als Medizin- und Wissenschaftsjournalistin. Seit 2016 betreibt die Zoologin unter dem Titel Flügelschlag und Leisetreter einen Blog, der die Vogelwelt und andere wildlebende Tiere vorstellt.

## Leben und Wirken
Elke Brüser ist Tochter der kaufmännischen Angestellten Hanna Brüser und des Konditors und Bäckermeisters Ehlert A. Brüser.
Nach ihrem Abitur hat Elke Brüser an den Universitäten in Kiel, Rennes (Frankreich) und an der Freien Universität Berlin (FU Berlin) Biologie, Linguistik und Entwicklungspsychologie studiert. Ihre Dissertation im Fachbereich Biologie an der FU Berlin zum Thema Intradyadische Abstimmungsprozesse: Zur Entwicklung der frühen Face-to-face-Interaktion von Säugling und Bezugsperson entstand im Rahmen des DFG-Schwerpunktprogramms Psychologische Ökologie.
Nach ihrer Promotion, die sie 1985 mit dem Doktorgrad abschloss, und ihrer Tätigkeit als wissenschaftliche Mitarbeiterin in der Zoologie mit dem Fokus auf Humanethologie hat sie sich für den Journalismus entschieden.
Seit 1986 ist sie als freiberufliche Wissenschafts- und Medizinjournalistin und Autorin für überregionale Medien wie Süddeutsche Zeitung, Der Freitag und taz sowie für den Tagesspiegel und die Berliner Zeitung tätig. Sie hat verschiedene Gesundheitsratgeber, u. a. für die Stiftung Warentest, veröffentlicht. Sie ist außerdem 2005 Mitgründerin, war Redakteurin und Textchefin der unabhängigen, werbefreien und pharmakritischen Arznei- und Gesundheitszeitschrift Gute Pillen – Schlechte Pillen, die sich an ein Laienpublikum wendet.
Brüser berichtet über medizinische Themen, Arzneimittel und Therapien. In ihren Veröffentlichungen hat sie sich wiederholt dem Einfluss der pharmazeutischen Industrie und deren werbender Öffentlichkeitsarbeit auf Ärzte und Ärztinnen sowie auf Journalisten und Journalistinnen gewidmet. Im Rahmen ihrer publizistischen Tätigkeit hat sie eine Erklärung zur Verhinderung von Interessenkonflikten veröffentlicht. Als Gutachterin beim medien-doktor, einer Monitoringinitiative der Technischen Universität Dortmund, hat sie die Qualität medizin-journalistischer Beiträge in der Presse bewertet.
Als Journalistin hat Brüser Wert darauf gelegt, dass Frauen in Texten sichtbar sind und nicht nur mitgedacht werden. Mehrfach hat sie als Medizinjournalistin beklagt, dass Ärztezeitschriften wie Der Hausarzt oder Der Gynäkologe nur den Arzt und nicht die Ärztin adressieren. Das haben die Verlage inzwischen geändert.
Im Jahr 2015 unterzeichnete Brüser die Kampagne der Wissenschaftspressekonferenz (wpk) Gesellschaft braucht Wissenschaft gegen geplante Sparmaßnahmen der Wissenschaftsberichterstattung durch WDR und ARD.
Seit 2016 widmet sie sich mit ihrem Blog Flügelschlag und Leisetreter insbesondere der Vogelbeobachtung und Verhaltensanalyse. Seither konzentriert sich ihre publizistische Tätigkeit auf die Ornithologie. Der Blog wurde 2022 für den Preis Die Goldenen Blogger in der Kategorie Nischen- und Themenblogs nominiert. Als versierte Vogelkennerin widmet sie sich auch den Randthemen der Vogelbeobachtung, schreibt über Vögel in der Kunst oder als Teil der Mural Art.
Im Jahr 1996 ist Brüser dem Journalistinnenbund beigetreten, einem feministischen Netzwerk festangestellter und freiberuflicher Journalistinnen und Autorinnen, und war mehrere Jahre ehrenamtlich Sprecherin der Regionalgruppe Berlin.
Brüser ist mit dem Arzt, Apotheker und Publizisten Wolfgang Becker-Brüser verheiratet, hat zwei erwachsene Kinder und lebt in Berlin.

## Zitat
„Journalistin bin ich, weil ich als Wissenschaftlerin irgendwann bemerkt habe, dass es spannend ist, naturwissenschaftliche Zusammenhänge herunter zu brechen, unterhaltsam und mit einem kritischen Blick auf Forschung, Finanziers und Politik zu vermitteln. Wissenschaftsjournalistin zu werden und investigativ zu arbeiten, war allerdings in jungen Jahren nie mein Plan.“

## Schriften und Aufsätze (Auswahl)
- mit Dietmar Todt, Henrike Hultsch, Reinhard Lange: Nocturnal actions and interactions of new-born monkeys. Journal of Human Evolution, 1982, ISSN 0047-2484.
- Dissertation: Intradyadische Abstimmungsprozesse: Zur Entwicklung der frühen Face-to-face-Interaktion von Säugling und Bezugsperson, Freie Universität Berlin 1985, 260 Seiten, Signatur 88/85/60318(7).
- Stiftung Warentest (Hrsg.): Allergien. Düsseldorf 1993, ISBN 978-3-924286-49-1.
- mit Gerlinde M. Wilberg: Zeit für uns: ein Buch über Schwangerschaft, Geburt und Kind. Kunstmann Verlag, München 1996, ISBN 978-3-88897-165-5.
- Stiftung Warentest (Hrsg.): Allergien – Das Immunsystem auf Abwegen. Berlin 1998, ISBN 978-3-931908-24-9.
- mit Rose Riecke-Niklewski: Was will mein Baby sagen? Droemer Knaur, München 2008, ISBN 978-3-426-64912-1.
- Alles eine Frage des Profits. Wie finden Arzneimittel hierzulande ihren Preis – und was kann ihn zügeln? In: Frauenrat. Informationen für die Frau. Nr. 4/2010, S. 25–28.
- Sinn und Unsinn früher Förderung – Im Blick der Öffentlichkeit. In: Heidi Keller (Hrsg.): Handbuch der Kleinkindforschung. 4. Auflage. Verlag Hans Huber, Bern 2011, S. 1176–1192.
- Stiftung Warentest (Hrsg.): Besser hören. 2. überarbeitete Auflage. Berlin 2012, ISBN 978-3-86851-125-3.
- Vögel aus der Spraydose, mit Pinsel oder Rolle gemalt. Mural Art - mehr als eine Augenweide. In: Der Falke. Februar 2025, 72. Jahrgang, S. 34ff